# 深澤ゆうき
深澤 ゆうき（ふかさわ ゆうき、1986年7月3日 - ）は、K-pointに所属していた日本の元グラビアアイドル、モデル、タレント。本名・　旧芸名：深澤 優希（読みは同じ）。2011年12月末で芸能界を引退した。

## 来歴
神奈川県小田原市にて3人兄弟の次女（姉と弟がいる）として生まれる。元読売ジャイアンツの野間口貴彦夫人・佐藤優里亜はいとこに当たる。
高校時代から雑誌「popteen」の読者モデルを務める。後にサンズエンタテインメントに所属するタレント・石川沙織とは撮影で良く一緒になったという。その後K-pointに所属し本格的な活動を始め、バラエティやドラマ、グラビアと多彩に活動。2007年から1年間、ヨシモト∞ホールのライブ・イベントでアシスタントを務めていた。
2008年4月に本名の「深澤優希」から“深澤ゆうき”に改名。同年にはテレビ東京のバラエティ番組『やりすぎコージー』の“やりすぎガール”に就任。2011年9月の番組終了までレギュラー出演した。
2011年12月31日、自身のブログでK-pointを退所したことを発表した。その後は個人ブログを更新しておらず、いとこである佐藤のブログに顔を出していることが確認されている。

## 人物
- 愛称は「うっきぃ」。小学校の頃から呼ばれていたとのことだが、元はゆうきの“うき”から付けたと深澤の父が語っていたという[3]。
- 下ネタもイヤじゃないという「エロ黒娘」とも書かれたことがある[6]。
- 色白部分は恥ずかし過ぎると言っていたことがある[7]。
- 自信のカラダのパーツは「クビレ」[8]。
  - へそピアスを開けている（従姉妹の佐藤も開けている）。
- サーフィンにハマっており「やっと立てるまでになった」とのこと（2007年当時）[7]。
- 姉が佐藤江梨子に似ている。
- 今は弟に惚れている。弟が中学3年生になった頃から好きになった。携帯電話の待ち受けにもしているほど[9]。
- 趣味：サーフィン[10]、温泉に行く事[10]。
- 特技：舌を両側に1周回せる[10]、洋服に刺繍すること[10]。
- 好きな物：生クリーム[11]、アイス（特に好きな味は、チョコミント）梅干、赤ウインナー[11]、マカロニ[11]、バズライヤー[11]、NARUTO -ナルト-（少年漫画）[11]
- 嫌いな物：ピーマン[11]、ニンジン[11]、セロリ[11]、栗、さつまいも
- 好きな男性のタイプ：「年上のテンションが高めの人」、素朴な笑みで八重歯が見える人[3] ただ、イケメンが苦手と話していたことがある[3]。
  - 八重歯フェチで、小学生・中学生の頃は歯をずっと押していたと言う[3]。
- 南明奈とも仲が良い[3]。
- 好きなブランド：ローリーズファーム
- 将来は「バラエティータレント」を目指していた（2007年当時）[7]。
- いとこが時東ぁみと同級生。
- イルカの調教師になりたかった時期がある。

## エピソード
- テレビ東京系バラエティー『ゴッドタン』の「ストイック暗記王」内「気をそらせ隊」ではドSキャラとして活躍。その傍若無人なキャラクターが評価され、「第3回仲直りフレンドパーク」でのディベート対決では、南海キャンディーズの山里亮太に向かって「コネ出産」「お前の前世は『ポ○チ○』だから」などと恫喝するなど、山里とドランクドラゴンの鈴木拓を完膚なきまでに叩きのめしていた。ちなみに『ゴッドタン』の「オオギリッシュNIGHT」で、司会のおぎやはぎ矢作から「21世紀の飯島愛」と紹介された。
- 2009年8月16日のイベント、やりすぎコージー特別ナイト「18禁！ケンコバ×大橋未歩の“女だらけのやりすぎサマーフェスティバル”」で、やりすぎガールを撮影できる時間があったが、福田麻衣共々撮ってくれる人がいなかった。順番に撮ってきた人がいたので、花木衣世（現：吉見衣世）と藤井梨花に混じって写りこもうしたが、断られてしまった。
- 小学生のとき、通っていた学校に虫や生き物の死骸を持っていくと写真・名前・コメントを貼り出された。はまってしまい、雀・蟻・蝉など持っていったが、赤いムカデを瓶に入れて持っていったらすごく臭くなってしまい、まわりから引かれたことがあったのを機にやめた。高校生の時には校門に雀が落ちていたのを保護した。どこに行くにも一緒で学校にも連れて行ったら、あるとき雀の集団が学校を襲ってきて大騒ぎになった。名前はスーさん。
- 3rd DVD「ceremony」の撮影のとき、一緒だった高校生とギャル語の話で盛り上り、そのとき出てきた「PK」（パンツ食い込む）がDVDのタイトルになりかけた。
- シンガーソングライターのTiAと交流が深く、TiAがパーソナリティを務めたラジオ番組にゲストで呼ばれたこともある[12]。

## 出演

### Vシネマ
- 「妖怪大世紀」 2008

### テレビ番組
- ヨシモト∞（ヨシモトファンダンゴTV 2006年3月 - 2007年3月）
- EX　ドラマ『黒い太陽』レギュラー出演 2006年7月 〜 9月
- EX ドラマ『だめんず・うぉ〜か〜』 2006年10月
- YTV『浜ちゃんと!』 2007年8月 〜
- AKiBAッテキ!!（エンタ!371）2008年4月〜　金曜MC担当
- やりすぎコージー（テレビ東京）2008年4月〜　7代目〜10代目やりすぎガール
- ゴッドタン　芸能界ストイック暗記王（テレビ東京）2008年6月11日、2009年6月3日ほか 「気をそらせ隊」メンバー
- カートゥンKAT-TUN（日本テレビ）2008年7月2日　ゲスト
- なるトモ!（よみうりテレビ）2008年7月15日　ゲスト
- 神さまぁ〜ず（TBS）2008年7月22日、29日　ゲスト
- たかじんTV非常事態宣言（9月15日、よみうりテレビ）テーマ「グラビア界メッタ斬りお色気ポーズ女王（秘）話」
- 音笑!MMM（2008年10月〜2009年3月、日本テレビ）「MMMガール」の一人としてレギュラー出演。
- あらびき団（TBS） 2008年11月26日（第52回）
- 西村京太郎の鉄道ミステリー（旅チャンネル）
- さまぁ〜ず式（TBS） 2009年2月24日　「モテた勢いでGOGOGO クラブかずの子」コーナー出演
- アイドル恋から（エンタ!371） 2009年4月2日-
- ホリさまぁ〜ず（TBS） 2009年4月7日　*ノンテロップ
- 嬢王 Virgin（テレビ東京）2009年10月 〜 11月
- ホリさまぁ〜ず（TBS） 2010年1月12日、2月16・23日、3月9日
- マルさまぁ〜ず（TBS） 2010年6月30日
- 増刊!たかじんのそこまで言って委員会（読売テレビ） 2011年4月9日
- たかじんのそこまで言って委員会 (読売テレビ)  2011年4月17日
- 1億3千万人のエピソードバラエティーコレってアリですか?（日本テレビ） 2011年4月19日

### ラジオ
- Blood Type TIA（FMやまと） 2009年8月20日、8月27日　ゲスト

### インターネット
- 中澤優子のSexyエンターテイメント （あっ!とおどろく放送局、2008年6月28日）ゲスト
- 宇宙一せまい授業!（あっ!とおどろく放送局、2008年9月21日）アシスタント
- 今月のあっ!と番組7月号（あっ!とおどろく放送局、2009年7月）配信終了
- 夜遊びメールバトル月曜（あっ!とおどろく放送局、2009年7月6日-12月21日）レギュラー
- 深澤ゆうき DVD「Ceremony」ダイジェスト（あっ!とおどろく放送局、2009年9月21日配信開始）
- 映画大好き!局員・サトシの突撃取材（あっ!とおどろく放送局、2010年1月15日配信開始）
- みんなの願いを叶えたい! 日曜（あっ!とおどろく放送局、2010年3月14日）
- モンスターハンターポータブル3rd販売記念! 〜狩友集会イベント〜（あっ!とおどろく放送局、2010年12月1日）

### 雑誌
- 「popteen」（角川春樹事務所） 2004年 -
- 「Fine」（日の出出版） 2005年 -
- 「東京ウォーカー」（角川書店） 2005年12月
- 「ENVY」（KKベストセラーズ） 2007年11月

### 舞台
- ミュージカル「ケンコー全裸系水泳部 ウミショー」（全労済ホールスペース・ゼロ 2007年8月2日 - 8/8）
- 「ブレイクスルー JAPAN 2010」舞台「秘蜜。」（2010年8月13日-15日、SPACE107)
- 劇団スカンクシアター「秘蜜。2 〜Wedding Party〜」（2011年3月9日-14日, Geki地下Liberty）
- 劇団スカンクシアター「秘蜜。3」（2011年8月24日-29日、Geki地下Liberty）
- 劇団ハイテンションガール 30minute show #02「ふわふわ」（オムニバスコントライブ）（2011年9月18日、シアターD）

### その他
- ライムライト (SME) PV出演 2006.5
- キーゴットクルー (FLME) PV出演 2006.10
- ロシニョール・ファッションショー 出演 2007.2
- スポーツ紙6紙合同ユニット「スクープ!?」1期生（スポーツニッポン担当） 2010

## DVD
- Sunshine~バリバリゆうき~（2008年6月20日、フォーサイドドットコム）
- Hip Hang~ゆうきのしるし~（2008年12月20日、トリコ）
- ceremony（2009年7月24日、イーネットフロンティア）